# Me Myself and I (opera teatrale)
Me Myself and I è un'opera teatrale dal drammaturgo statunitense Edward Albee, debuttata a Princeton nel 2007. La piece - dai toni surreali e a tratti assurdi - è l'ultima opera scritta da Albee prima della sua morte, avvenuta nel settembre 2016.

## Trama
La piece racconta la complicata vicenda di Madre, che non riesce ancora a distinguere i figli ventiottenni. Parte del problema è che i figli si chiamano OTTO e otto, un fatto che Dottore (l'amante di Madre) definisce "simmetrico, ma non logico". Da tempo otto ha cominciato a sospettare di non esistere affatto e questa situazione è esacerbata dal fatto che OTTO abbia deciso di negare l'esistenza del fratello e voglia andarsene di casa per diventare cinese. Maureen, la fidanzata di otto, si lascia coinvolgere dalla questione. 

## Produzioni
La commedia debuttò al McCarter Theatre di Princeton l'11 gennaio 2008, con la regia di Emily Mann e un cast che annoverava: Tyne Daly (Madre), Brian Murray (Dottore), Michael Esper (OTTO), Colin Donnell (otto), Charlotte Parry (Maureen) e Stephen Payne (l'Uomo).
Il 21 agosto 2010, Me Myself and I ha fatto il suo debutto newyorchese alla Playwrights Horizons dell'Off Broadway, ancora una volta diretta da Emily Mann. Il cast comprendeva: Elizabeth Ashley (Madre), Zachary Booth (OTTO), Brian Murray (Dottore), Natalia Payne (Maureen), Stephen Payne (l'Uomo) e Preston Sadleir (otto).